# Victor Alfred Lécuyer
Pour les articles homonymes, voir Lécuyer.
Victor Alfred Lécuyer est un homme politique français né le 31 décembre 1814 à Corbeil-Essonnes (Essonne) et décédé le 7 juin 1890 à Corbeil-Essonnes.
Fils d'un menuisier, il travaille d'abord dans une fabrique d'indiennes, puis devient ouvrier serrurier. Président de la société de secours mutuels de Corbeil, il est conseiller municipal de Corbeil en février 1848. Il est député de Seine-et-Oise de 1848 à 1849, siégeant à gauche.

## Sources
- « Victor Alfred Lécuyer », dans Adolphe Robert et Gaston Cougny, Dictionnaire des parlementaires français, Edgar Bourloton, 1889-1891 [détail de l’édition]